# موتو جي (هاتف نقال)
موتو G (بالإنجليزية: Moto G) هو هاتف ذكي من موتورولا للهواتف النقالة يعمل بنظام أندرويد، تم طرحه في الأسواق في نوفمبر 13, 2013.

## الخصائص
- نظام التشغيل: أندرويد
- الكاميرا الأمامية: 1.3 ميجابكسل
- الكاميرا الخلفية: 5 ميجابكسل
- الشاشة: إل سي دي
- الوزن: 143 غ (5.0 أونصة)
- المعالج: 1.2 جيجا هرتز رباعي النواة
- الذاكرة: 1 جيجابايت رام
- التخزين: 8 جيجابايت